# Філічкін Андрій Сергійович
Андрій Сергійович Філічкін (народився 24 вересня 1987 у м. Челябінську, СРСР) — білоруський хокеїст, захисник. Виступає за «Динамо» (Мінськ) у КХЛ. Кандидат в майстри спорту.
Вихованець хокейної школи «Трактор» м. Челябінськ. Виступав за «Юніор» (Мінськ), «Керамін-2» (Мінськ), ХК «Гомель».
У складі національної збірної Білорусі провів 2 матчі.
Бронзовий призер чемпіонату Білорусі (2010).